# Cadriu
Cadriu (en francès Cadrieu) és un municipi francès situat al departament de l'Òlt i a la regió d'Occitània.

## Demografia
| 1962                                       | 1968 | 1975 | 1982 | 1990 | 1999 | 2007 |
| ------------------------------------------ | ---- | ---- | ---- | ---- | ---- | ---- |
| 69                                         | 83   | 88   | 105  | 105  | 142  | 155  |
| Des de 1962: població sense dobles comptes |      |      |      |      |      |      |

## Administració
| Període   | Identitat      | Partit |
| --------- | -------------- | ------ |
| 1983-1989 | Paul Estrabol  |        |
| 1989-2001 | Jacques Durand |        |
| 2001-     | Jeanine Gentou |        |